# Mondaiji tachi ga isekai kara kuru sō desu yo?
Mondaiji tachi ga isekai kara kuru sō desu yo? (問題児たちが異世界から来るそうですよ?, Mondaiji-tachi ga Isekai Kara Kuru Sō Desu yo?, litt. « Paraît-il que des ados à problèmes vont venir d'un autre monde ? »), appelé aussi simplement Mondaiji, est une série japonaise de light novel écrite par Tarō Tatsunoko et illustrée par Yū Amano. Une adaptation en série télévisée d'animation par le studio Diomedéa a été diffusée entre janvier et mars 2013.

## Synopsis
L'histoire suit Izayoi Sakamaki, un garçon qui s'ennuie du monde. Un jour, une enveloppe arrive chez lui. En l'ouvrant, il se retrouve en un instant transporté dans un monde parallèle.
À partir de là, il découvre que deux autres « enfants à problèmes » ont aussi été transportés par les mêmes enveloppes : une fille taciturne nommée Yo Kasukabe, ainsi qu'une magnifique et hautaine jeune fille appelée Asuka Kudo. Par la suite, une jeune fille, Kuro Usagi, apparaît et les informe qu'elle les a invoqués tous les trois à la communauté « No Name » pour renverser un démon.

## Personnages
Izayoi Sakamaki (逆廻 十六夜, Sakamaki Izayoi)
Lapine Noire (黒ウサギ, Kuro Usagi)
Asuka Kudō (久遠 飛鳥, Kudō Asuka)
Yō Kasukabe (春日部 耀, Kasukabe Yō)

## Light novel
La série de light novel est éditée depuis avril 2011 par Kadokawa Shoten. À la suite de la diffusion de l'anime, les ventes hebdomadaires ont quadruplé lors du mois de janvier 2013.
| no | Japonais                  | Japonais          | Japonais          |
| no | Titre                     | Date de sortie    | ISBN              |
| --- | ------------------------- | ----------------- | ----------------- |
| 1 | YES! ウサギが呼びました!  | 31 mars 2011      | 978-4-04-474839-5 |
| 2 | あら、魔王襲来のお知らせ? | 30 juin 2011      | 978-4-04-474848-7 |
| 3 | そう……巨竜召喚            | 29 octobre 2011   | 978-4-04-474854-8 |
| 4 | 十三番目の太陽を撃て      | 29 février 2012   | 978-4-04-100182-0 |
| 5 | 降臨、蒼海の覇者          | 30 juin 2012      | 978-4-04-100357-2 |
| 6 | ウロボロスの連盟旗        | 30 novembre 2012  | 978-4-04-100585-9 |
| 7 | 落陽、そして墜月          | 30 mars 2013      | 978-4-04-100759-4 |
| 8 | 暴虐の三頭龍 通常版       | 1er août 2013     | 978-4-04-100936-9 |
| Extra : Dans la version japonaise, le tome 8 (ISBN 978-4-04-100685-6) est sorti en édition limitée le 21 juillet 2013 |                           |                   |                   |
| 9 | YES! 箱庭の日常ですっ!    | 1er novembre 2013 | 978-4-04-101060-0 |
| 10 | そして、兎は煉獄へ        | 1er avril 2014    | 978-4-04-101295-6 |
| 11 | 撃て、星の光より速く！    | 1er août 2014     | 978-4-04-102006-7 |
| 12 | 軍神の進路相談です！      | 1er avril 2015    | 978-4-04-102006-7 |

## Manga
Il existe deux séries mangas basées sur la série de light novel.

### Mondaiji tachi ga isekai kara kuru sō desu yo?
| no | Japonais        | Japonais          |
| no | Date de sortie  | ISBN              |
| -- | --------------- | ----------------- |
| 1  | 6 décembre 2012 | 978-4-04-120524-2 |
| 2  | 7 mars 2013     | 978-4-04-120632-4 |
| 3  | 21 août 2013    | 978-4-04-120833-5 |
| 4  | 26 février 2014 | 978-4-04-120947-9 |

### Mondaiji tachi ga isekai kara kuru sō desu yo? Z
| no | Japonais       | Japonais          |
| no | Date de sortie | ISBN              |
| -- | -------------- | ----------------- |
| 1  | 7 janvier 2013 | 978-4-04-712848-4 |
| 2  | 9 mai 2013     | 978-4-04-712871-2 |
| 3  | 9 janvier 2014 | 978-4-04-712993-1 |

## Anime
L'adaptation en série télévisée d'animation a été annoncée dans le magazine Monthly Comp Ace de septembre 2012. L'anime est réalisée par Keizou Kusakawa et produit par le studio Diomedea. L'anime a été diffusé du 11 janvier au 15 mars 2013 sur Tokyo MX. Une OAV est ensuite sortie avec l'édition limitée du huitième tome des light novels,.
Dans les pays francophones, la série est diffusée sur Wakanim et dans d'autres pays sur Crunchyroll et Anime on Demand sous le titre Problem children are coming from another world, aren't they?,.

### Liste des épisodes
| No | Titre français                                                            | Titre japonais                                   | Titre japonais                                                | Date de 1re diffusion |
| No | Titre français                                                            | Kanji                                            | Rōmaji                                                        | Date de 1re diffusion |
| -- | ------------------------------------------------------------------------- | ------------------------------------------------ | ------------------------------------------------------------- | --------------------- |
| 01 | Des adolescents à problèmes ont débarqué dans le jardin miniature ?       | 問題児たちが箱庭にやって来たようですよ？         | Mondaiji-tachi ga Hakoniwa ni Yattekita yō desu yo?           | 12 janvier 2013       |
| 02 | Il paraît que la lolita en kimono est une personne plutôt ahurissante ?   | 和装ロリはいろいろブっ飛んだお方のようですよ？   | Wasō Rori wa Iroiro Buttonda Okata no yō desu yo?             | 19 janvier 2013       |
| 03 | Il paraît qu'ils font des choses dans la salle de bains ?                 | お風呂であんなコトやこんなコトだそうですよ？     | Ofuro de Anna Koto ya Konna Koto da sō desu yo?               | 26 janvier 2013       |
| 04 | Il paraît qu'un type louche et pervers en veut à la lapine Noire ?        | 黒ウサギがエロイヤらしい奴に狙われたようですよ？ | Kuro Usagi ga Eroiyarashii Yatsu ni Nerawareta yō desu yo?    | 2 février 2013        |
| 05 | Il paraît que le serment est au-delà des étoiles                          | 誓いは星の彼方にだそうですよ？                   | Chikai wa Hoshi no Kanata ni da sō desu yo?                   | 9 février 2013        |
| 06 | Il paraît que les ados à problèmes vont participer à une grosse fête ?    | 問題児たちがお祭り騒ぎに参加するようですよ？     | Mondaijii-tachi ga Omatsurisawagi ni Sanka suru yō desu yo?   | 16 février 2013       |
| 07 | Il paraît qu’Asuka va se faire embrasser dans l’obscurité ?               | 暗闇で飛鳥がチューチューされちゃうそうですよ？   | Kurayami de Asuka ga chūchū sa re chau sōdesu yo              | 23 février 2013       |
| 08 | Il paraît qu'une calamité noire va apparaître au son de la flûte ?        | 黒い凶事は笛の音と共に来るそうですよ？           | Kuroi kyōji wa fue no oto to tomoni kuru sōdesu yo?           | 2 mars 2013           |
| 09 | Il paraît qu'une odeur de mort qui apporte la calamité envahit la ville ? | 災禍をもたらす死の香りが街にはびこるようですよ？ | Saika o motarasu shi no kaori ga machi ni habikoru yōdesu yo? | 9 mars 2013           |
| 10 | Il paraît que les ados à problèmes vont trancher le vrai du faux ?        | 問題児たちが白黒はっきりさせるようですよ？       | Mondaiji-tachi ga shirokuro hakkiri sa seru yōdesu yo?        | 15 mars 2013          |

## Produits dérivés
Un guide book officiel est sorti le 8 avril 2013. Pour les 25 ans de Sneaker Bunko, un ouvrage nommé S WHITE est sorti le 1er septembre 2013. Des figurines de Kuro Usagi ont également été commercialisées par Alpha Max au Japon.